# Bockenheim (Frankfurt nad Menem)
Bockenheim, Frankfurt-Bockenheim – 12. dzielnica (Stadtteil) miasta Frankfurt nad Menem, w Niemczech, w kraju związkowym Hesja. Należy do okręgu administracyjnego Innenstadt II.